# Biblioteca del liceo classico Jacopo Stellini
La biblioteca del liceo classico Jacopo Stellini è la biblioteca del liceo omonimo, la quale si segnala tra le biblioteche scolastiche della regione per la quantità e il prestigio dei volumi conservati.

## Storia
Il primo nucleo della biblioteca trae origine dal Gymnasium civitatis Utini (in italiano Ginnasio della città di Udine), gestito dai padri Barnabiti, i quali raccolsero alcuni dei volumi più preziosi; a seguito dell'istituzione del liceo, questo acquisì il tesoro da essi accumulato. Il numero dei volumi conservati è cresciuto notevolmente negli ultimi due secoli.

## Le sezioni
Di seguito le sezioni in cui è divisa la biblioteca:
- Barnabitica, la sezione più prestigiosa, che raccoglie i volumi ereditati dalla biblioteca dei padri Barnabiti, rettori del Gymnasium civitatis Utini, esistente prima della fondazione del liceo: possiede due manoscritti del XV secolo, dodici incunaboli, novantadue cinquecentine, centotrentatré secentine e novecentosettantotto settecentine, oltre ad alcuni manoscritti autentici di Jacopo Stellini e a altri ventun opuscoli miscellanei pubblicati fino al 1940. I volumi di questa sezione non sono disponibili per il prestito;
- Storico '800, contenente opere edite nel XIX secolo, non disponibili per il prestito;
- Consultazione, contenente volumi appartenenti a grandi collezioni, non disponibili per il prestito;
- Consultazione Friuli, contenente volumi riguardanti il Friuli, non disponibili per il prestito;
- Friuli, contenente volumi riguardanti il Friuli;
- Lingua, contenente volumi in francese, tedesco e inglese;
- Miscellanee, contenente opuscoli;
- Prestiti, contenente all'incirca 10.000 volumi di vario genere;
- Riviste, non disponinbili per il prestito; la biblioteca è abbonata a testate filosofiche, letterarie, scientifiche, di arte e didattica.